# Eric Korita
Eric Korita (Chicago, 13 gennaio 1963) è un ex tennista statunitense.

## Carriera
In carriera ha vinto 1 titolo di doppio, il Seoul Open nel 1987, in coppia con il connazionale Mike Leach. Nei tornei del Grande Slam ha ottenuto il suo miglior risultato raggiungendo le semifinali di doppio all'Open di Francia nel 1984, in coppia con Jimmy Arias.

## Statistiche

### Doppio

#### Vittorie (1)
| Numero | Anno | Torneo           | Superficie | Compagno   | Avversari in finale | Punteggio     |
| 1.     | 1987 | Seoul Open, Seul | Cemento    | Mike Leach | Ken Flach Jim Grabb | 6–7, 6–1, 7–5 |